# Helmut Prasch (Politiker)
Helmut Prasch (* 2. Juli 1967 in Lienz) ist ein österreichischer Politiker (FPÖ, FPK), Journalist und Mediensprecher. Prasch war von 1993 bis 1994 sowie von 1995 bis 1997 aus dem Bundesland Kärnten entsandtes Mitglied des österreichischen Bundesrats.

## Werdegang
Helmut Prasch wurde 1967 in Lienz in Osttirol geboren. Nach der Volksschule besuchte Prasch von 1977 bis 1985 ein neusprachliches Gymnasium. Im Jahr 1985 begann er das Studium der Rechtswissenschaften an der Universität Salzburg. Dieses schloss er im Jahr 1991 mit der Promotion zum Doktor der Rechtswissenschaften (Dr. iur.) ab.
Von 1989 bis 1990 arbeitete Helmut Prasch zunächst als Pressesprecher, ehe er 1990 in der ersten Regierungsperiode des Kärntner Landeshauptmanns Jörg Haider zum Landesparteisekretär der FPÖ Kärnten bestellt wurde. Prasch blieb bis 1993 Landesparteisekretär der FPÖ Kärnten und wurde anschließend freier Journalist und Pressesprecher. Gleichzeitig erfolgte mit 6. Dezember 1993 Helmut Praschs erstmalige Entsendung durch den Kärntner Landtag als Mitglied des Bundesrats nach Wien. Er blieb bis zum 9. November 1994 Mitglied des Bundesrats und wurde etwas mehr als ein Jahr später, am 11. Oktober 1995, als Nachfolger von Helena Ramsbacher abermals vom Kärntner Landtag in den Bundesrat entsandt, wo er dann bis zum 19. März 1997 Mitglied war.
Im Anschluss an seine politische Tätigkeit im Bundesrat war Prasch unter anderem Gesellschafter und Prokurist der ABC-Werbeagentur sowie Chefredakteur der von dieser hauptsächlich herausgegebenen Wochenzeitung Kärntner Nachrichten. Diese galt als Parteiorgan der Freiheitlichen Partei in Kärnten und kam unter anderem in die Schlagzeilen, nachdem das Land Kärnten – unter freiheitlicher Regierungsverantwortung – mehrfach Stellenanzeigen des Landes dort publiziert hatte. Die Kärntner Nachrichten wurden 2013 eingestellt. Prasch war darüber hinaus auch kommunalpolitisch als Vizebürgermeister der Gemeinde Krumpendorf am Wörthersee tätig.